# Flibanserina
Flibanserina es un medicamento para el tratamiento de la falta de deseo sexual en las mujeres premenopáusicas. Fue aprobado por la FDA de Estados Unidos en agosto de 2015, por lo que en este país puede emplearse en la citada indicación.
La droga fue desarrollada inicialmente por Boehringer Ingelheim. En octubre de 2010, su comercialización fue rechazada por la FDA de Estados Unidos; sin embargo nuevos estudios presentados en junio de 2015, hicieron que se aprobara su empleo en Estados Unidos para el trastorno del deseo sexual hipoactivo femenino, es decir, la pérdida o disminución del deseo
sexual en la mujer.

## Eficacia
En los ensayos clínicos realizados, realizados, se ha comprobado que la sustancia mejora entre 0.5 y 1 el número de experiencias sexuales satisfactorias en el período de un mes, comparándola con un placebo, una eficacia modesta pero estadísticamente significativa. Las mujeres que participaron en el estudio comenzaron con un promedio de entre 2 y 3 experiencias sexuales satisfactorias mensuales.

## Mecanismo de acción
Actúa sobre las vías de neurotrasmisores tanto excitatorios como inhibitorios. Mediante una acción agonista sobre los receptores 5-HT1A de la serotonina, mecanismo similar al de diversos fármacos antidepresivos y mediante una acción antagonista de los receptores 5-HT2A.

## Efectos secundarios
Este fármaco, que actúa por un mecanismo no hormonal, inicialmente fue investigado como medicamento antidepresivo, pero posteriormente se comprobó que actuaba incrementando el deseo sexual en la mujer. Al igual que todos los medicamentos comercializados, pueden existir efectos secundarios: entre los descritos se encuentra hipotensión arterial, náuseas, somnolencia diurna e insomnio. No se han detectado efectos secundarios graves. Algunos de estos síntomas pueden ser potenciados por el consumo simultáneo de bebidas alcohólicas.